# 1966年5月4日月食
1966年5月4日月食为一次在协调世界时1966年5月4日出現的半影月食。該次月食半影食分為0.941、全影食分為-0.067。

## 概述
這次月食的食分是14.79。

## 基本參數
- 類型：半影月食
- 食甚資料：
  - 日期：1966年5月4日
  - 時間：21:12
  - 月球位置：赤經14.79度、赤緯-15.1度
  - 食分：半影食分：0.941、全影食分：-0.067

## 外部連結
- NASA月食專頁（页面存档备份，存于）（英文）